# Die Schlümpfe (Fernsehserie)/Episodenliste
Diese Episodenliste enthält alle Episoden der US-amerikanischen Zeichentrickserie Die Schlümpfe, sortiert nach der Produktionsreihenfolge von Staffel 1 bis 9.

## Übersicht
Bei der Ausstrahlung wurden häufig aus der im Original 25-minütigen Folge zwei Teilfolgen in 15-minütiger Länge gesendet. Die Ziffern in Klammern sind die Anzahl der einzel gesendeten Folgen, die entsprechend von der Hauptfolgenanzahl abweicht.
| Staffel | Episoden- anzahl | Erstausstrahlung USA | Erstausstrahlung USA | Erstausstrahlung D | Erstausstrahlung D |
| Staffel | Episoden- anzahl | Beginn               | Ende                 | Beginn             | Ende               |
| ------- | ---------------- | -------------------- | -------------------- | ------------------ | ------------------ |
| 1       | 27 (40)          | 12.09.1981           | 08.04.1982           | 15.04.1983         | 06.01.1984         |
| 2       | 37 (48)          | 18.09.1982           | 13.02.1983           | 10.02.1984         | Unsicher           |
| 3       | 34 (56)          | 17.09.1983           | 20.05.1984           |                    |                    |
| 4       | 28 (48)          | 15.09.1984           | 17.11.1984           |                    |                    |
| 5       | 25 (41)          | 13.02.1984           | 26.10.1985           |                    |                    |
| 6       | 39 (63)          | 13.09.1986           | 29.11.1986           |                    |                    |
| 7       | 40 (65)          | 03.10.1987           | 13.12.1987           |                    |                    |
| 8       | 16 (24)          | 10.09.1988           | 22.10.1988           |                    |                    |
| 9       | 26 (39)          | 09.09.1989           | 02.12.1989           |                    |                    |

## Staffel 1
In Staffel 1 taucht der erste neue Schlumpf auf: Schlumpfine.
| Nummer (gesamt) | Nummer (Staffel) | Deutscher Titel                       | Originaltitel                     | Erstausstrahlung (Original) | Erstausstrahlung (Deutschland) |
| 1               | 1                | Die Schlumpfine                       | The Smurfette                     | 21.11.1981                  | 22.04.1983                     |
| 2               | 2                | Der Schlumpflehrling                  | The Smurf Apprentice              | 28.11.1981                  | 28.11.1983                     |
| 2               | 3                | Jahrmarkt der Eitelkeiten             | Vanity Fair                       | 12.09.1981                  | 20.05.1983                     |
| 3               | 4                | König Schlumpf                        | King Smurf                        | 26.09.1981                  | 10.06.1983                     |
| 3               | 5                | Jokeys Medizin                        | Jokey’s Medecine                  | 12.09.1981                  | 21.06.1983                     |
| 4               | 6                | Der Astroschlumpf                     | The Astrosmurf                    | 12.09.1981                  | 11.11.1983                     |
| 5               | 7                | Sankt Schlumpf und der Drache         | St. Smurf And The Dragon          | 19.09.1981                  | 09.12.1983                     |
| 6               | 8                | Der Zauberschlumpf                    | The Sorcerer Smurf                | 19.09.1981                  | 28.06.1983                     |
| 6               | 9                | Der Flaschengeist                     | Magical Meanie                    | 19.09.1981                  | 05.07.1983                     |
| 7               | 10               | Die Schlümpfe und der Heulvogel       | The Smurfs And The Howlibird      | 26.09.1981                  | Unbekannt                      |
| 8               | 11               | Verhext, Verbrüdert und Verschlumpft  | Bewitched, Bothered And Besmurfed | 26.09.1981                  | Unbekannt                      |
| 9               | 12               | Die rosa-schlumpfige Brille           | Smurf Coloured Glasses            | 28.11.1981                  | Unbekannt                      |
| 9               | 13               | Traumis Alptraum                      | Dreamy’s Nightmare                | 03.10.1981                  | 12.07.1983                     |
| 10              | 14               | Suppe à la Schlumpf                   | Soup A La Smurf                   | 03.10.1981                  | Unbekannt                      |
| 11              | 15               | Die große Fusselplage                 | Fuzzle Trouble                    | 05.12.1981                  | 19.07.1983                     |
| 11              | 16               | Es ist nicht alles Gold was schlumpft | All That Glitters Isn’t Smurf     | 03.10.1981                  | Unbekannt                      |
| 12              | 17               | Romeo und Schlumpfine                 | Romeo And Smurfette               | 10.10.1981                  | Unbekannt                      |
| 13              | 18               | Der 100. Schlumpf                     | The Hundredth Smurf               | 14.11.1981                  | 26.07.1983                     |
| 13              | 19               | Schlumpfonie in C-Dur                 | Smurphony In C                    | 10.10.1981                  | 02.08.1983                     |
| 14              | 20               | Das magische Ei                       | The Magic Egg                     | 10.10.1981                  | Unbekannt                      |
| 14              | 21               | Superschlumpf                         | Supersmurf                        | 17.10.1981                  | Unbekannt                      |
| 15              | 22               | Schlumpfines Tanzschuhe               | Smurfette’s Dancing Shoes         | 05.12.1981                  | Unbekannt                      |
| 16              | 23               | Der falsche Schlumpf                  | The Fake Smurf                    | 24.10.1981                  | 02.08.1983                     |
| 16              | 24               | Das Kuckucksei im Schlumpfennest      | The Baby Smurf                    | 24.10.1981                  | 16.08.1983                     |
| 17              | 25               | Sir Hefty                             | Sir Hefty                         | 24.10.1981                  | 06.01.1984                     |
| 18              | 26               | Abenteuer im Spukschloss              | Haunted Smurfs                    | 31.10.1981                  | 23.08.1983                     |
| 18              | 27               | Die Schlümpfe sehen rot               | The Purple Smurf                  | 31.10.1981                  | 30.08.1983                     |
| 19              | 28               | Schaubuden Schlümpfe                  | Sideshow Smurfs                   | 17.10.1981                  | Unbekannt                      |
| 20              | 29               | Hefty, der Riese                      | The Magnifying Mixture            | 07.11.1981                  | 16.09.1983                     |
| 20              | 30               | Handy, der Wettermacher               | Foul Weather Smurf                | 07.11.1981                  | 23.09.1983                     |
| 21              | 31               | Poeti und Toulousi                    | Poety And Painter                 | 31.10.1981                  | Unbekannt                      |
| 22              | 32               | Die Höhlenforscher                    | Spelunking Smurfs                 | 21.11.1981                  | 14.10.1983                     |
| 22              | 33               | Der schön-schreckliche Kristall       | Now You Smurf’em, Now You Don’t   | 21.11.1981                  | Unbekannt                      |
| 23              | 34               | Gargamel der Großzügige               | Gargamel The Generous             | 14.11.1981                  | Unbekannt                      |
| 23              | 35               | Die Schlümpfe und der Geldbaum        | The Smurfs And The Money Tree     | 05.12.1981                  | Unbekannt                      |
| 24              | 36               | Der Aufziehschlumpf                   | The Clockwork Smurf               | 28.11.1981                  | Unbekannt                      |
| 25              | 37               | Das geschlumpfte Paradies             | Paradise Smurfed                  | 17.10.1981                  | Unbekannt                      |
| 25              | 38               | Das abscheuliche Schneeungeheuer      | The Abominale Snowbeast           | 14.11.1981                  | 21.10.1983                     |
| 26              | 39               | Der Brunnen von Schlumpf              | The Fountain Of Smurf             | 07.11.1981                  | Unbekannt                      |
| 27              | 40               | Das Osterfest der Schlümpfe           | The Smurfs’ Springtime Special    | 08.04.1982                  | Unbekannt                      |

## Staffel 2
| Nummer (gesamt) | Nummer (Staffel) | Deutscher Titel                                                    | Originaltitel                                      | Erstausstrahlung (Original) | Erstausstrahlung (Deutschland)                                                                   |
| 28              | 1                | Das Gute, das Böse und das Schlumpfige                             | The Good, The Bad And The Smurfy                   | 27.11.1982                  | 10.02.1984                                                                                       |
| 29              | 2                | Schwester Schlumpf                                                 | Sister Smurf                                       | 25.09.1982                  | 09.03.1984                                                                                       |
| 29              | 3                | Torti, der Fettsack                                                | Gormandizing Greedy                                | 09.10.1982                  | 16.03.1984                                                                                       |
| 30              | 4                | Man kann’s nicht allen recht machen                                | The Smurf Who Couldn’t Say No                      | 18.09.1982                  | 23.03.1984                                                                                       |
| 31              | 5                | Verschwende nicht, schlumpfe nicht                                 | Waste Not, Smurf Not                               | 09.10.1982                  | 18.05.1984                                                                                       |
| 31              | 6                | Schnuffi, der Wetterfrosch                                         | S-Shivering S-Smurfs                               | 25.09.1982                  | 01.06.1984                                                                                       |
| 32              | 7                | Die blaue Plage                                                    | The Blue Plague                                    | 30.10.1982                  | Unbekannt                                                                                        |
| 33              | 8                | Schlumpfines liebster Freund                                       | Squeaky                                            | 09.10.1982                  | 22.06.1984                                                                                       |
| 33              | 9                | Ein Schlumpf aus dem Weltall                                       | It Came From Outer Smurf                           | 02.10.1982                  | 28.06.1984                                                                                       |
| 34              | 10               | Ein echter Trüffel                                                 | A Mere Truffle                                     | 27.11.1982                  | Unbekannt                                                                                        |
| 35              | 11               | Der Lebensretter                                                   | One Good Smurf Deserves Another                    | 30.10.1982                  | 14.09.1984                                                                                       |
| 36              | 12               | Die Rache der Schlümpfe                                            | Revenge Of The Smurfs                              | 25.09.1982                  | 12.07.1984                                                                                       |
| 37              | 13               | Wer zuletzt lacht                                                  | The Last Laugh                                     | 30.10.1982                  | 19.07.1984                                                                                       |
| 37              | 14               | Die bewundernswerten Schlümpfe                                     | The A-Maze-Ing Smurfs                              | 23.10.1982                  | 26.07.1984                                                                                       |
| 38              | 15               | Gargamel zu Stein erstarrt                                         | For The Love Of Gargamel                           | 23.10.1982                  | 02.08.1984                                                                                       |
| 38              | 16               | Fauli wird fleißig                                                 | Smurf Van Winkle                                   | 13.11.1982                  | 09.08.1984                                                                                       |
| 39              | 17               | Der Himmel schlumpft                                               | The Sky Is Smurfing                                | 06.11.1982                  | 16.08.1984                                                                                       |
| 39              | 18               | Schlaubi, ein Verräter?                                            | Turncoat Smurf                                     | 06.11.1982                  | 20.11.1984                                                                                       |
| 40              | 19               | Papas Hochzeitstag                                                 | Papa’s Wedding Day                                 | 04.12.1982                  | Unbekannt                                                                                        |
| 41              | 20               | Clumsy schlumpft die Zukunft                                       | Clumsy Smurfs The Future                           | 20.11.1982                  | 23.08.1984                                                                                       |
| 41              | 21               | Der Schlumpf, aus dem die Träume sind                              | The Stuff Dreams Are Smurfed Of                    | 04.12.1982                  | 30.08.1984                                                                                       |
| 42              | 22               | Schlumpf mir keine Blumen                                          | Smurf Me No Flowers                                | 27.11.1982                  | 21.09.1984                                                                                       |
| 42              | 23               | Die Zauber-Rolle                                                   | The Kaplowey Scrool                                | 09.10.1982                  | 09.10.1984                                                                                       |
| 43              | 24               | Die Schlümpfe auf dem Meer                                         | Smurfs At Sea                                      | 30.10.1982                  | Unbekannt                                                                                        |
| 44              | 25               | Tricks aus der Schachtel                                           | The Box Of Dirty Tricks                            | 04.12.1982                  | 11.12.1984                                                                                       |
| 44              | 26               | Die schlafwandelnden Schlümpfe                                     | Sleepwalking Smurfs                                | 27.11.1982                  | 16.10.1984                                                                                       |
| 45              | 27               | Der kleinste Riese                                                 | The Littlest Giant                                 | 13.11.1982                  | Unbekannt                                                                                        |
| 46              | 28               | Ende schlumpft, alles schlumpft                                    | All’s Smurfy That Ends Smurfy                      | 04.12.1982                  | Unbekannt                                                                                        |
| 47              | 29               | Die verlorene Stadt Yore                                           | The Lost City Of Yore                              | 16.10.1982                  | Unbekannt                                                                                        |
| 48              | 30               | Die Abenteuer des Robin Schlumpf                                   | The Adventures Of Robin Smurf                      | 18.09.1982                  | Unbekannt                                                                                        |
| 49              | 31               | Schlümpfe in Not                                                   | Bubble, Bubble Smurf’s In Trouble                  | 13.11.1982                  | 23.10.1984                                                                                       |
| 49              | 32               | Jokeys himmlische Idee                                             | Heavenly Smurfs                                    | 02.10.1982                  | 13.11.1984                                                                                       |
| 50              | 33               | Die drei Schlumpfgetiere                                           | The Three Smurfketeers                             | 02.10.1982                  | Unbekannt                                                                                        |
| 51              | 34               | Mein schlumpfiger Valentinstag                                     | My Smurfy Valentine                                | 13.02.1983                  | Unbekannt                                                                                        |
| 52              | 35               | Schlumpfige Weihnacht                                              | The Smurfs Christmas Special                       | 12.12.1982                  | Unbekannt                                                                                        |
| 53              | 36               | Johan & Peewit in Schlumpfhausen: Das verwunschene Land            | Johan And Peewit: The Cursed Country               | 18.09.1982                  | Hier kommen 13 Folge von Johan und Peewit in Folge. Die Erstausstrahlungen davon sind unbekannt. |
| 54              | 37               | Johan & Peewit in Schlumpfhausen: Der schwarze Nieswurz            | Johan And Peewit 2: The Black Hellebore            | 25.09.1982                  | Hier kommen 13 Folge von Johan und Peewit in Folge. Die Erstausstrahlungen davon sind unbekannt. |
| 55              | 38               | Johan & Peewit in Schlumpfhausen: Der Zaubertrank von Maltrocku    | Johan And Peewit 3: The Scorcery Of Maltrochu      | 02.10.1982                  | Hier kommen 13 Folge von Johan und Peewit in Folge. Die Erstausstrahlungen davon sind unbekannt. |
| 56              | 39               | Johan & Peewit in Schlumpfhausen: Der Kobold aus dem Hexenwald     | Johan And Peewit 4: The Goblin Of Boulder Wood     | 09.10.1982                  | Hier kommen 13 Folge von Johan und Peewit in Folge. Die Erstausstrahlungen davon sind unbekannt. |
| 57              | 40               | Johan & Peewit in Schlumpfhausen: Johanns Heer                     | Johan And Peewit 5: Johan’s Army                   | 16.10.1982                  | Hier kommen 13 Folge von Johan und Peewit in Folge. Die Erstausstrahlungen davon sind unbekannt. |
| 58              | 41               | Johan & Peewit in Schlumpfhausen: Die magische Quelle              | Johan And Peewit 6: The Magic Fountain             | 16.10.1982                  | Hier kommen 13 Folge von Johan und Peewit in Folge. Die Erstausstrahlungen davon sind unbekannt. |
| 59              | 42               | Johan & Peewit in Schlumpfhausen: Der falsche König                | Johan And Peewit 7: The Imposter King              | 23.10.1982                  | Hier kommen 13 Folge von Johan und Peewit in Folge. Die Erstausstrahlungen davon sind unbekannt. |
| 60              | 43               | Johan & Peewit in Schlumpfhausen: Der Rabenzauberer                | Johan And Peewit 8: The Raven Wizzard              | 06.11.1982                  | Hier kommen 13 Folge von Johan und Peewit in Folge. Die Erstausstrahlungen davon sind unbekannt. |
| 61              | 44               | Johan & Peewit in Schlumpfhausen: Das Spukschloß                   | Johan And Peewit 9: The Haunted Castle             | 23.10.1982                  | Hier kommen 13 Folge von Johan und Peewit in Folge. Die Erstausstrahlungen davon sind unbekannt. |
| 62              | 45               | Johan & Peewit in Schlumpfhausen: Der Ring von Castellac           | Johan And Peewit 10: The Ring Of Castellac         | 06.11.1982                  | Hier kommen 13 Folge von Johan und Peewit in Folge. Die Erstausstrahlungen davon sind unbekannt. |
| 63              | 46               | Johan & Peewit in Schlumpfhausen: Die Rückkehr von Clocki Schlumpf | Johan And Peewit 11: Return Of The Clockwork Smurf | 13.11.1982                  | Hier kommen 13 Folge von Johan und Peewit in Folge. Die Erstausstrahlungen davon sind unbekannt. |
| 64              | 47               | Johan & Peewit in Schlumpfhausen: Peewee und der Prinz             | Johan And Peewit 12: The Prince And The Peewit     | 20.11.1982                  | Hier kommen 13 Folge von Johan und Peewit in Folge. Die Erstausstrahlungen davon sind unbekannt. |
| 65              | 48               | Johan & Peewit in Schlumpfhausen: Das Zauberbaby                   | Johan And Peewit 13: The Enchanted Baby            | 20.11.1982                  | Hier kommen 13 Folge von Johan und Peewit in Folge. Die Erstausstrahlungen davon sind unbekannt. |

## Staffel 3
In der dritten Staffel kommt ein neuer Schlumpf dazu: Baby Schlumpf.
| Nummer (gesamt) | Nummer (Staffel) | Deutscher Titel                                               | Originaltitel                                  | Erstausstrahlung (Original) |
| 66              | 1                | Eines nachts geschah es ...                                   | Once In A Blue Moon                            | 17. September 1983          |
| 67              | 2                | April-Schlumpftag                                             | April Smurfday                                 | 12. November 1983           |
| 67              | 3                | Der Zauberstock                                               | The Magic Stick                                | 12. November 1983           |
| 68              | 4                | Verfault geboren                                              | Born Rotten                                    | 1. Oktober 1983             |
| 68              | 5                | Die Feuerbrigade                                              | The Smurfs Firebrigade                         | 17. September 1983          |
| 69              | 6                | Jedes Bild schlumpft eine Geschichte                          | Every Picture Smurfs A Story                   | 17. September 1983          |
| 70              | 7                | Der geflügelte Zauberer                                       | The Winged Wizard                              | 17. September 1983          |
| 70              | 8                | Der erste Teleschlumpf                                        | The First Telesmurf                            | 24. September 1983          |
| 71              | 9                | Hüte ab vor den Schlümpfen                                    | Hats Off To The Smurfs                         | 26. November 1983           |
| 71              | 10               | Keine Zeit für Schlümpfe                                      | No Time For Smurfs                             | 26. November 1983           |
| 72              | 11               | Der goldene Schlumpfpreis                                     | The Golden Smurf Award                         | 29. Oktober 1983            |
| 73              | 12               | Der Hauptrekord-Schlumpf                                      | The Chief Record Smurf                         | 19. November 1983           |
| 73              | 13               | Guter Nachbar Schlumpf                                        | Good Neighbour Smurf                           | 26. November 1983           |
| 74              | 14               | Ein wenig Schlumpf-Vertrauen                                  | A Little Smurf Confidence                      | 1. Oktober 1983             |
| 74              | 15               | Harmonie stiehlt die Show                                     | Harmony Steals The Show                        | 29. Oktober 1983            |
| 75              | 16               | Die letzte Schlumpfbeere                                      | The Last Smurfberry                            | 24. September 1983          |
| 76              | 17               | Hogathas Herzklopfen                                          | Hogatha's Heart Throb                          | 1. Oktober 1983             |
| 76              | 18               | Eine Glocke für Azrael                                        | A Bell For Azrael                              | 12. November 1983           |
| 77              | 19               | Ein Tag lang Schlumpfine                                      | Smurfette For A Day                            | 8. Oktober 1983             |
| 77              | 20               | Die Zauberohrringe                                            | The Magic Earrings                             | 24. September 1983          |
| 78              | 21               | Die Träne eines Schlumpfes                                    | The Tear Of A Smurf                            | 1. Oktober 1983             |
| 78              | 22               | Wie man einen Regenbogen schlumpft                            | How To Smurf A Rainbow                         | 8. Oktober 1983             |
| 79              | 23               | Der Wunderschlumpf                                            | The Miracle Smurfer                            | 1. Oktober 1983             |
| 80              | 24               | Das besondere Erntedankfest der Schlümpfe                     | Smurfs’ Halloween                              | 5. November 1983            |
| 81              | 25               | Ganz wie Papa Schlumpf                                        | A Chip Off The Old Smurf                       | 19. November 1983           |
| 81              | 26               | Holzfäller-Schlümpfe                                          | Lumbering Smurfs                               | 8. Oktober 1983             |
| 82              | 27               | Eine Bruchbude ist kein Zuhause                               | A Hovel Is Not A Home                          | 15. Oktober 1983            |
| 82              | 28               | Sag deine Meinung, Farmi                                      | Speak For Yourself, Farmer Smurf               | 15. Oktober 1983            |
| 83              | 29               | Heftys Liebe                                                  | Hefty’s Heart                                  | 5. November 1983            |
| 83              | 30               | Dieb wider Willen                                             | To Smurf A Thief                               | 29. Oktober 1983            |
| 84              | 31               | Der stolze Hirsch                                             | The Noble Stag                                 | 26. November 1983           |
| 85              | 32               | Die Zauberblume                                               | Forget-Me-Smurfs                               | 15. Oktober 1983            |
| 85              | 33               | Ein Geschenk zum Vatertag                                     | A Gift For Papa’s Day                          | 19. November 1983           |
| 86              | 34               | Handys Liebchen                                               | Handy’s Sweetheart                             | 15. Oktober 1983            |
| 87              | 35               | Schlümpfe mit Willenskraft                                    | Willpower Smurfs                               | 22. Oktober 1983            |
| 87              | 36               | Clumsys Glück                                                 | Clumsy’s Luck                                  | 22. Oktober 1983            |
| 88              | 37               | Die Zeitkapsel der Schlümpfe                                  | The Smurfs’ Time Capsule                       | 22. Oktober 1983            |
| 89              | 38               | Torti und der Breitopf                                        | Greedy And The Porridge Pot                    | 29. Oktober 1983            |
| 89              | 39               | In Zeichensprache schlumpfen                                  | Smurfing In Sign Language                      | 19. November 1983           |
| 90              | 40               | Baby Schlumpf wird vermisst                                   | Baby Smurf Is Missing                          | 22. Oktober 1983            |
| 90              | 41               | Die kleine Hexe                                               | The Littlest Witch                             | 5. November 1983            |
| 91              | 42               | Babys erste Weihnacht                                         | Baby’s First Christmas                         | 12. November 1983           |
| 92              | 43               | Die Schlumpfsteinsuche                                        | The Smurfstone Quest                           | 26. November 1983           |
| 92              | 44               | Schlumpfiger Acker                                            | Smurfy Acres                                   | 26. November 1983           |
| 93              | 45               | Muffi braucht Liebe                                           | A Hug For Grouchy                              | 5. November 1983            |
| 93              | 46               | Hochzeitsglocken für Gargamel                                 | Wedding Bells For Gargamel                     | 29. Oktober 1983            |
| 94              | 47               | Die Zauberrassel                                              | The Magic Rattle                               | 5. November 1983            |
| 94              | 48               | Alle Geschöpfe sind großartig und schlumpfig                  | All Creatures Great And Smurf                  | 17. September 1983          |
| 95              | 49               | Der Schlumpf, der König sein wollte                           | The Smurf Who Would Be King                    | 8. Oktober 1983             |
| 95              | 50               | Schönheit ist nur oberflächlich                               | Beauty Is Only Smurf Deep                      | 12. November 1983           |
| 96              | 51               | Die schlumpfischen Spiele                                     | Special Smurfic Games                          | 20. Mai 1984                |
| 97              | 52               | Johan & Peewit in Schlumpfhausen: Der Wolf in Peewis Kleidern | Johan And Peewit 14: Wolf In Peewit’s Clothing | 12. November 1983           |
| 97              | 53               | Johan & Peewit in Schlumpfhausen: Handys Drache               | Johan And Peewit 15: Handy’s Kite              | 24. September 1983          |
| 98              | 54               | Johan & Peewit in Schlumpfhausen: Die gute Zahnfee            | Johan And Peewit 16: The Moor’s Baby           | 5. November 1983            |
| 99              | 55               | Johan & Peewit in Schlumpfhausen: Peewee und das Großmaul     | Johan And Peewit 17: Peewit Meets Bigmouth     | 8. Oktober 1983             |
| 99              | 56               | Johan & Peewit in Schlumpfhausen: Der muffige Kobold          | Johan And Peewit 18: Grumpy Gremlin            | 15. Oktober 1983            |

## Staffel 4
In der 4. Staffel der Schlümpfe kommen die Pixies dazu.
| Nummer (gesamt) | Nummer (Staffel) | Deutscher Titel                                  | Originaltitel                             | Erstausstrahlung (Original) |
| 100             | 1                | Die Pixies                                       | The Pussywillow Pixies                    | 13. Oktober 1984            |
| 101             | 2                | Gargamels Riese                                  | Gargamel’s Giant                          | 27. Oktober 1984            |
| 101             | 3                | Der Drache                                       | The Gargoyle Of Quarrel Castle            | 17. November 1984           |
| 102             | 4                | Jokeys Schatten                                  | Jokey’s Shadow                            | 15. September 1984          |
| 102             | 5                | Die Schlumpfine-Sonate                           | The Whole Smurf And Nothing But The Smurf | 27. Oktober 1984            |
| 103             | 6                | Der unglaublich schrumpfende Hexenmeister        | The Incredible Shrinking Wizard           | 29. September 1984          |
| 104             | 7                | Das Geheimnis des Schattensumpfes                | The Secret Of The Shadow Swamp            | 29. September 1984          |
| 104             | 8                | Der versechsfachte Schlaubi                      | Smurfiplication                           | 17. November 1984           |
| 105             | 9                | Verschlumpft es nie auf morgen                   | Never Smurf Off Til Tomorrow              | 20. Oktober 1984            |
| 106             | 10               | Der Reisende                                     | The Traveller                             | 22. September 1984          |
| 106             | 11               | Der Mann im Mond                                 | The Man In The Moon                       | 27. Oktober 1984            |
| 107             | 12               | Ein Haustier für Baby Schlumpf                   | A Pet For Baby Smurf                      | 22. September 1984          |
| 107             | 13               | Symbole der Weisheit                             | Symbols Of Wisdom                         | 15. September 1984          |
| 108             | 14               | Die Lebkuchen-Schlümpfe                          | The Gingerbreadsmurfs                     | 15. September 1984          |
| 108             | 15               | Das Geheimnis des Dorfbrunnens                   | Secret Of The Village Well                | 15. September 1984          |
| 109             | 16               | Zirkus für Baby-Schlumpf                         | A Circus For Baby                         | 20. Oktober 1984            |
| 110             | 17               | Ein Umzugswagen voller Schlümpfe                 | A Float Full Of Smurfs                    | 6. Oktober 1984             |
| 110             | 18               | Halt an und schlumpfe die Rosen                  | Stop And Smurf The Roses                  | 15. September 1984          |
| 111             | 19               | Jokeys Musikknochen                              | Jokey’s Funny Bone                        | 22. September 1984          |
| 111             | 20               | Gargamels Missgeschick                           | Gargamel's Miss-Fortune                   | 17. November 1984           |
| 112             | 21               | Tick-Tack Schlümpfe                              | Tick-Tock-Smurfs                          | 22. September 1984          |
| 112             | 22               | Hefty und der Roll-Schlumpfer                    | Hefty And The Wheelsmurfer                | 10. November 1984           |
| 113             | 23               | Der Hüpf-Husten                                  | Hopping Cough Smurfs                      | 10. November 1984           |
| 114             | 24               | Schlumpfines goldene Locken                      | Smurfettes Golden Tresses                 | 27. Oktober 1984            |
| 114             | 25               | Monsterschlümpfe                                 | Monstersmurfs                             | 10. November 1984           |
| 115             | 26               | Schlumpf aus Holz                                | Smurf On Wood                             | 6. Oktober 1984             |
| 116             | 27               | Halte die andere Wange hin                       | Smurf The Other Cheek                     | 29. September 1984          |
| 116             | 28               | Der trojanische Schlumpf                         | The Trojan Smurf                          | 29. September 1984          |
| 117             | 29               | Der Flickenfellbär                               | The Patchworkbear                         | 10. November 1984           |
| 117             | 30               | Schlumpfine, die Naschkatze                      | Smurfette’s Sweet Tooth                   | 6. Oktober 1984             |
| 118             | 31               | Das kleine orangene Pferd mit den goldenen Hufen | The Little Orange Horse With Gold Shoes   | 10. November 1984           |
| 119             | 32               | Zwirnis Zaubernadel                              | Tailor’s Magic Needle                     | 22. September 1984          |
| 119             | 33               | Frühstück bei Torti                              | Breakfast At Breedy’s                     | 29. September 1984          |
| 120             | 34               | Die versteinerten Schlümpfe                      | Petrified Smurfs                          | 6. Oktober 1984             |
| 120             | 35               | Großnases Problem                                | The Bignose Dilemma                       | 13. Oktober 1984            |
| 121             | 36               | Papas Kummerwarzen                               | Papa’s Worrywarts                         | 13. Oktober 1984            |
| 121             | 37               | Der schlumpfomatische Schlumpfolator             | The Smurfomatic Smurfolator               | 6. Oktober 1984             |
| 122             | 38               | Faulis Schlummerparty                            | Lazy’s Slumber Party                      | 13. Oktober 1984            |
| 122             | 39               | Das Schlupf-Kistenrennen                         | Smurf Box Derby                           | 13. Oktober 1984            |
| 123             | 40               | Der Meisterschlumpf                              | The Master Smurf                          | 22. September 1984          |
| 124             | 41               | Blauauge kehrt zurück                            | Blue Eye Returns                          | 15. September 1984          |
| 124             | 42               | Baby im Warzenmonsterland                        | Babes In Wartland                         | 20. Oktober 1984            |
| 125             | 43               | Tortis und Handys Strassencafe                   | The Smurf-Walk Cafe                       | 20. Oktober 1984            |
| 125             | 44               | Die Schmuddlings                                 | The Bad Place                             | 10. November 1984           |
| 126             | 45               | Großmaul-Schlumpf                                | Bigmouth Smurf                            | 27. Oktober 1984            |
| 126             | 46               | Der schlumpfigste aller Freunde                  | The Smurfiest Of Friends                  | 20. Oktober 1984            |
| 127             | 47               | Babys verzauberte Windel                         | Baby’s Enchanted Didey                    | 27. Oktober 1984            |
| 127             | 48               | Das Schlumpfen nach Geistern                     | Smurfing For Ghosts                       | 17. November 1984           |

## Staffel 5
In der 5. Staffel ändert sich einiges. Die drei Schlümpfe Naturi, Forschi und Schlaffi werden wieder zu Schlumpflingen (so werden die Kinder der Schlümpfe bezeichnet) und Sassette (auch ein Schlumpfling) kommt dazu.
| Nummer (gesamt) | Nummer (Staffel) | Deutscher Titel                                                                     | Originaltitel                             | Erstausstrahlung (Original) |
| 128             | 1                | ... dann schlumpfen sie noch heute                                                  | Special Smurfily Ever After               | 13. Februar 1985            |
| 129             | 2                | Die Schlumpfinge (Sollte "Die Schlumpflinge" heißen, wurde aber falsch geschrieben) | The Smurflings                            | 21. September 1985          |
| 129             | 3                | Clumsy steigt in den Ring                                                           | Mud-Wrestling Smurfs                      | 5. Oktober 1985             |
| 130             | 4                | Sassette                                                                            | Sassette                                  | 28. September 1985          |
| 131             | 5                | Papas fliegendes Bett                                                               | Papa’s Flying Bed                         | 5. Oktober 1985             |
| 131             | 6                | ... wer zuletzt schlumpft                                                           | He Who Smurfs Last                        | 21. September 1985          |
| 132             | 7                | Welpi                                                                               | Puppy                                     | 21. September 1985          |
| 132             | 8                | Der maskierte Tortenschlumpf                                                        | The Masked Pie-Smurfer                    | 28. September 1985          |
| 133             | 9                | Der verzauberte Kobold                                                              | Smurf A Mile In My Shoes                  | 28. September 1985          |
| 134             | 10               | Die Sandhexe                                                                        | The Sand Witch                            | 5. Oktober 1985             |
| 134             | 11               | Traumis Brieffreunde                                                                | Dreamy’s Pen Pals                         | 5. Oktober 1985             |
| 135             | 12               | Nie mehr verbeugen und verneigen                                                    | Kow-Tow, We Won’t Bow                     | 5. Oktober 1985             |
| 136             | 13               | Mit Schlümpfen in der Klemme                                                        | Stuck On Smurfs                           | 21. September 1985          |
| 136             | 14               | Großmaul Manieren beibringen                                                        | Educating Bigmouth                        | 19. Oktober 1985            |
| 137             | 15               | Die Nacht der Wolle                                                                 | Wild And Woolly                           | 12. Oktober 1985            |
| 137             | 16               | Königin Schlumpfine                                                                 | Queen Smurfette                           | 12. Oktober 1985            |
| 138             | 17               | Das muffigste Spiel der Stadt                                                       | The Grouchiest Game In Town               | 12. Oktober 1985            |
| 138             | 18               | Die große Schleimmissernte                                                          | The Great Slime Crop Failure              | 26. Oktober 1985            |
| 139             | 19               | Schlaubis neue Brille                                                               | The Dark-Ness Monster                     | 12. Oktober 1985            |
| 140             | 20               | Großmauls Freund                                                                    | Bigmouth’s Friend                         | 12. Oktober 1985            |
| 140             | 21               | Schlaubi Schlumpf, Freund aller Tiere                                               | Brainy-Smurf Friends To All Animals       | 19. Oktober 1985            |
| 141             | 22               | Zum Unglückstag viel Glück                                                          | Happy Unhappiness Day To You              | 26. Oktober 1985            |
| 141             | 23               | Papas freier Tag                                                                    | Papa’s Day Off                            | 21. September 1985          |
| 142             | 24               | Marco Schlumpfo und die Pfefferpiraten                                              | Marco Smurf And The Pepper Pirates        | 19. Oktober 1985            |
| 143             | 25               | Eine schlumpfige Seefahrt                                                           | Mutiny On The Smurf                       | 26. Oktober 1985            |
| 143             | 26               | Forschi und der Zauberbär                                                           | Things That Go Smurf In The Night         | 2. November 1985            |
| 144             | 27               | Schlaubis Smarty-Party                                                              | Brainy’s Smarty-Party                     | 9. November 1985            |
| 144             | 28               | Schlumpfalarm                                                                       | Alarming Smurfs                           | 2. November 1985            |
| 145             | 29               | Die Schlümpfe und der Weltuntergang                                                 | The Comet Is Coming! The Comet Is Coming! | 19. Oktober 1985            |
| 146             | 30               | Papas Welpenrezept                                                                  | Papa’s Puppy Prescription                 | 28. September 1985          |
| 146             | 31               | Poeti und die Macht des Wortes                                                      | Poet’s Writer’s Block                     | 28. September 1985          |
| 147             | 32               | Die verhexten Schlümpfe                                                             | Love Those Smurfs                         | 26. Oktober 1985            |
| 147             | 33               | Der Mr. Schlumpf Wettbewerb                                                         | The Mr. Smurf Contest                     | 2. November 1985            |
| 148             | 34               | Schlumpfine erlebt ein blaues Wunder                                                | Smurfette’s Rose                          | 2. November 1985            |
| 148             | 35               | Die Zauberflöte                                                                     | They Smurfing Our Song                    | 9. November 1985            |
| 149             | 36               | Papas Familienalbum                                                                 | Papa’s Family Album                       | 26. Oktober 1985            |
| 150             | 37               | Ungesunder Lärm                                                                     | Unsound Smurf                             | 2. November 1985            |
| 150             | 38               | Handy, der Erfinder                                                                 | Have You Smurfed Your Pet Today?          | 2. November 1985            |
| 151             | 39               | Gargamels Reise in die Vergangenheit                                                | Gargamels Time Trip                       | 9. November 1985            |
| 151             | 40               | Nur Arbeit und kein Schlumpfen                                                      | All Work And No Smurf                     | 9. November 1985            |
| 152             | 41               | Babys erstes Wort                                                                   | Baby’s First Word                         | 21. September 1985          |

## Staffel 6
In Staffel 6 taucht zum ersten Mal Opa Schlumpf auf.
| Nummer (gesamt) | Nummer (Staffel) | Deutscher Titel                                                                            | Originaltitel                      | Erstausstrahlung (Original) |
| 153             | 1                | Die Schlumpfsuche Teil 1                                                                   | Smurfquest – Part 1                | 13. September 1986          |
| 154             | 2                | Die Schlumpfsuche Teil 2                                                                   | Smurfquest – Part 2                | 13. September 1986          |
| 155             | 3                | Die Schlumpfsuche Teil 3                                                                   | Smurfquest – Part 3                | 13. September 1986          |
| 156             | 4                | Die verzauberte Feder                                                                      | The Enchanted Quill                | 15. November 1986           |
| 157             | 5                | Schlumpffeuerwehr                                                                          | Fire-Fighting Smurfs               | 22. November 1986           |
| 158             | 6                | Schlümpfe und Bäume                                                                        | I Smurf To The Trees               | 8. November 1986            |
| 158             | 7                | Das Myna-Problem                                                                           | A Myna Problem                     | 1. November 1986            |
| 159             | 8                | Gargamel im Dienste seiner Hoheit                                                          | Gargamel’s New Job                 | 13. September 1986          |
| 160             | 9                | Dr. Böse und Herr Freundlich                                                               | Dr. Evil And Mr. Nice              | 25. Oktober 1986            |
| 160             | 10               | Don Schlumpfo                                                                              | Don Smurfo                         | 20. September 1986          |
| 161             | 11               | Jokeys Mantel                                                                              | Jokey’s Cloak                      | 22. November 1986           |
| 161             | 12               | Forschis Weg                                                                               | Snappy’s Way                       | 22. November 1986           |
| 162             | 13               | Großfuß großkriegen                                                                        | Bringing Up Bigfeet                | 11. Oktober 1986            |
| 162             | 14               | Der Bücherwurm-Schlumpf                                                                    | Bookworm Smurf                     | 8. November 1986            |
| 163             | 15               | Torti streikt                                                                              | Greedy Goes On Strike              | 25. Oktober 1986            |
| 164             | 16               | Faulis Alptraum                                                                            | Lazy’s Nightmare                   | 4. Oktober 1986             |
| 165             | 17               | Die Wurzel des Bösen                                                                       | The Root Of Evil                   | 25. Oktober 1986            |
| 165             | 18               | Das letzte Goldkehlchen                                                                    | The Last Whipperpoorwill           | 27. September 1986          |
| 166             | 19               | Papa Schlumpf, Papa Schlumpf                                                               | Papa Smurf, Papa Smurf             | 22. November 1986           |
| 167             | 20               | Die Reise ins Innere des Schlumpfes                                                        | Journey To The Centre Of The Smurf | 18. Oktober 1986            |
| 167             | 21               | Rotznases Herzallerliebstes                                                                | Scruple’s Sweetheart               | 8. November 1986            |
| 168             | 22               | Clumsys Wolke                                                                              | Clumsy’s Cloud                     | 8. November 1986            |
| 168             | 23               | Die verliebte Hogatha                                                                      | Head Over Hogatha                  | 29. November 1986           |
| 169             | 24               | Der kleine Wikinger                                                                        | The Littlest Viking                | 4. Oktober 1986             |
| 170             | 25               | Welpi ist an allem schuld                                                                  | Put Upon Puppy                     | 15. November 1986           |
| 170             | 26               | Der ritterliche Schlumpf                                                                   | The Gallant Smurf                  | 22. November 1986           |
| 171             | 27               | Der blutrote Rächer                                                                        | Der blutrote Rächer                | 11. Oktober 1986            |
| 172             | 28               | Schlaubi ist an allem schuld                                                               | Tattle Tail Smurfs                 | 25. Oktober 1986            |
| 172             | 29               | Ein Herz aus Gold                                                                          | Heart Of Gold                      | 15. November 1986           |
| 173             | 30               | Gefährliche Warzenmonster                                                                  | The Most Unsmurfy Games            | 15. November 1986           |
| 173             | 31               | Der Dorfvandale                                                                            | The Village Vandal                 | 15. November 1986           |
| 174             | 32               | Die Königstrommel                                                                          | The Royal Drum                     | 18. Oktober 1986            |
| 175             | 33               | Meister Rotznase                                                                           | Master Scruple                     | 8. November 1986            |
| 175             | 34               | Muffi lernt schwimmen                                                                      | Grouchy Makes A Splash             | 20. September 1986          |
| 176             | 35               | Schlumpfstreit                                                                             | No Smurf Is An Island              | 20. September 1986          |
| 176             | 36               | Der Antwortschlumpf                                                                        | The Answer Smurf                   | 24. Oktober 1987            |
| 177             | 37               | Der größte Schlumpf                                                                        | The Tallest Smurf                  | 25. Oktober 1986            |
| 177             | 38               | Schlumpfines Geburtstags-Geschenke                                                         | Smurfette’s Gift                   | 27. September 1986          |
| 178             | 39               | Sassettes Zahn (bei älteren Ausstrahlungen gab es auch die Schreibweise: "Sasette's Zahn") | Sasette’s Tooth                    | 22. November 1986           |
| 178             | 40               | Schlümpfe auf Rädern                                                                       | Smurfs On Wheels                   | 4. Oktober 1986             |
| 179             | 41               | Die Welt in den Augen der Schlümpfe                                                        | The World According To Smurflings  | 15. November 1986           |
| 179             | 42               | Doktor Schlumpf rufen                                                                      | Calling Dr. Smurf                  | 11. Oktober 1986            |
| 180             | 43               | Die ganze Schlumpfheit ist eine Bühne                                                      | All The Smurfs Is A Stage          | 4. Oktober 1986             |
| 180             | 44               | Tollkühne Schlümpfe                                                                        | Reckless Smurfs                    | 29. November 1986           |
| 181             | 45               | Der beliebteste Schlumpf                                                                   | The Most Popular Smurf             | 27. September 1986          |
| 181             | 46               | Man kann die Musik nicht wegschlumpfen                                                     | Can’t Smurf The Music              | 11. Oktober 1986            |
| 182             | 47               | Schlumpflosigkeit                                                                          | A Loss Of Smurfs                   | 27. September 1986          |
| 183             | 48               | Ein Hundeleben                                                                             | It’s A Puppy’s Life                | 18. Oktober 1986            |
| 183             | 49               | Farmis Flaschengeist                                                                       | Farmer’s Genie                     | 8. November 1986            |
| 184             | 50               | Das Wesen der Schlümpfe                                                                    | Essence Of Brainy                  | 25. Oktober 1986            |
| 184             | 51               | Schlumpfines Blumen                                                                        | Smurfette’s Flower                 | 29. November 1986           |
| 185             | 52               | Weinende Schlümpfe                                                                         | Crying Smurfs                      | 1. November 1986            |
| 185             | 53               | In die Zukunft geschlumpft                                                                 | Futuresmurfed                      | 1. November 1986            |
| 186             | 54               | Gargamels Puppe                                                                            | Gargamel’s Dummy                   | 1. November 1986            |
| 186             | 55               | Schlümpfe auf der Flucht                                                                   | Smurf On The Run                   | 1. November 1986            |
| 187             | 56               | Neues Spielzeug für Baby Schlumpf                                                          | Baby’s New Toy                     | 11. Oktober 1986            |
| 187             | 57               | Fenstersehen                                                                               | Handy’s Window-Vision              | 22. November 1986           |
| 188             | 58               | Der Prinz und der Frosch                                                                   | The Prince And The Hopper          | 20. September 1986          |
| 189             | 59               | Papa Schlumpfs Zauber                                                                      | Papa’s Last Spell                  | 29. Oktober 1986            |
| 189             | 60               | Die Farbe schlumpfig                                                                       | The Colour Smurf                   | 27. September 1986          |
| 190             | 61               | Kamini Schlumpf                                                                            | Sweepy Smurf                       | 18. Oktober 1986            |
| 190             | 62               | Das Füllhorn                                                                               | The Horn Of Plenty                 | 1. November 1986            |
| 191             | 63               | Die Lockung der Kugel                                                                      | Lure Of The Orb                    | 29. November 1986           |

## Staffel 7
In dieser Staffel kommt ein neuer Schlumpf: Tarzan Schlumpf.
| Nummer (gesamt) | Nummer (Staffel) | Deutscher Titel                               | Originaltitel                                    | Erstausstrahlung (Original) |
| 192             | 1                | Die Schlumpfomotive                           | Locomotive Smurfs                                | 7. November 1987            |
| 192             | 2                | Jokeys Buch der Scherze                       | Jockey’s Joke Book                               | 3. Oktober 1987             |
| 193             | 3                | Auf der Suche nach Gold                       | Smurfing For Gold                                | 3. Oktober 1987             |
| 193             | 4                | Das Schlumpfonium                             | Skyscraper Smurfs                                | 21. November 1987           |
| 194             | 5                | Harmony, der Sängerschlumpf                   | Crooner Smurf                                    | 31. Oktober 1987            |
| 194             | 6                | Titelschlagzeilen                             | All The News That’s Fit To Smurf                 | 5. Dezember 1987            |
| 195             | 7                | Zweiflis Entscheidung                         | Flighty’s Plight                                 | 31. Oktober 1987            |
| 195             | 8                | Don Schlumpfos Rückkehr                       | Return Of Don Smurfo                             | 21. November 1987           |
| 196             | 9                | Rotznase und das große Buch der Zaubersprüche | Scruple And The Great Book Of Spells             | 24. Oktober 1987            |
| 197             | 10               | Schlumpfines unschlumpfiges Selbst            | Smurfette Unmade                                 | 31. Oktober 1987            |
| 198             | 11               | Die tauschenden Schlümpfe                     | Swapping Smurfs                                  | 14. November 1987           |
| 199             | 12               | Tarzan Schlumpf                               | A Smurf On The Wild Side (Part 1)                | 19. September 1987          |
| 200             | 13               | Gefährliche Spiele                            | Baby’s Marvelous Toy                             | 26. September 1987          |
| 200             | 14               | Der Schlumpf-Pirschjäger                      | The Smurfstalker                                 | 19. September 1987          |
| 201             | 15               | Der Holzschlumpf                              | Timber Smurf                                     | 28. November 1987           |
| 201             | 16               | Ein Schlumpf aus der Wildnis                  | A Smurf On The Wild Side (Part 2)                | 19. September 1987          |
| 202             | 17               | Azraels Gehirn                                | Azrael’s Brain                                   | 10. Oktober 1987            |
| 202             | 18               | Schlumpfines Glücksstern                      | Smurfette’s Lucky Star                           | 28. November 1987           |
| 203             | 19               | Heftis Rivale                                 | Hefty’s Rival                                    | 14. November 1987           |
| 203             | 20               | Poeti, der Alleswisser                        | Poet The Know-it-all                             | 5. Dezember 1987            |
| 204             | 21               | Die Schlümpfe und der Waldkobold              | The Smurflings Unsmurfy Friend                   | 19. September 1987          |
| 204             | 22               | Die Scherenschnitt-Schlümpfe                  | Cut-Up Smurfs                                    | 26. September 1987          |
| 205             | 23               | Sassettes Bienenstock                         | Sassette’s Hive                                  | 7. November 1987            |
| 206             | 24               | Chlorhydris verlorene Liebe                   | Chlorhydris’ Lost Love                           | 28. November 1987           |
| 207             | 25               | Eine lange Geschichte für Opa                 | A Long Tale For Grandpa                          | 7. November 1987            |
| 208             | 26               | Aufziehschlumpfine                            | Clockwork Smurfette                              | 24. Oktober 1987            |
| 209             | 27               | Schlaflose Schlümpfe                          | Sleepless Smurfs                                 | 26. September 1987          |
| 209             | 28               | Prophezeiung der Schlümpfe                    | Predictable Smurfs                               | 14. November 1987           |
| 210             | 29               | Poetis Märchenbuch                            | Poet’s Storybook                                 | 3. Oktober 1987             |
| 210             | 30               | Wo die wilden Schlümpfe sind                  | Where The Wild Smurfs Are                        | 7. November 1987            |
| 211             | 31               | Kleiner großer Schlumpf                       | Little Big Smurf                                 | 7. November 1987            |
| 211             | 32               | Ein Loch für einen Schlumpf                   | A Hole In Smurf                                  | 21. November 1987           |
| 212             | 33               | Das Schlumpf-Glöckchen                        | Stop And Go Smurfs                               | 5. Dezember 1987            |
| 212             | 34               | Die Pechschlümpfe                             | Bad Luck Smurfs                                  | 21. November 1987           |
| 213             | 35               | Gargamels zweite Kindheit                     | Gargamel’s Second Childhood                      | 5. Dezember 1987            |
| 213             | 36               | Polterschlümpfe                               | Poltersmurf                                      | 26. September 1987          |
| 214             | 37               | Wild nach Schlumpfine                         | Wild About Smurfette                             | 3. Oktober 1987             |
| 214             | 38               | Beauty in der Wildnis                         | Vanity’s Wild Adventure                          | 24. Oktober 1987            |
| 215             | 39               | Der schnellste Zauberer der Welt              | The Fastest Wizard In The World                  | 3. Oktober 1987             |
| 215             | 40               | Der Schlumpflings-Song                        | Sing A Song Of Smurflings                        | 3. Oktober 1987             |
| 216             | 41               | Die legendären Schlümpfe                      | Legendary Smurfs                                 | 10. Oktober 1987            |
| 216             | 42               | Gargamels letzter Wille                       | Gargamel’s Last Will                             | 10. Oktober 1987            |
| 217             | 43               | Schlumpfine, die Wahrsagerin                  | Soothsayer Smurfette                             | 31. Oktober 1987            |
| 218             | 44               | Muffi rettet das Weihnachtsfest               | The Magic Stick Of Mr. Nicholas                  | 14. November 1987           |
| 219             | 45               | Gargamels Herzblatt                           | Gargamel’s Sweetheart                            | 26. September 1987          |
| 220             | 46               | Der Weihnachtsgeist                           | ‘Tis The Season To Be Smurfy (Christmas Special) | 13. Dezember 1987           |
| 221             | 47               | Der Tanzbär                                   | Dancing Bear                                     | 10. Oktober 1987            |
| 221             | 48               | Das verschlumpfte Einhorn                     | Smurfing The Unicorns                            | 17. Oktober 1987            |
| 222             | 49               | Der Niemandschlumpf                           | Nobody Smurf                                     | 17. Oktober 1987            |
| 222             | 50               | Beautys bester Freund                         | Vanity’s Closest Friend                          | 17. Oktober 1987            |
| 223             | 51               | Die verschlumpfte Zeit                        | Smurfing Out Of Time                             | 21. November 1987           |
| 223             | 52               | Hüpfende Schlümpfe                            | Bouncing Smurf                                   | 24. Oktober 1987            |
| 224             | 53               | Prinz Schlumpf                                | Prince Smurf                                     | 14. November 1987           |
| 224             | 54               | Das schlumpfige Urteil                        | The Smurfy Verdict                               | 28. November 1987           |
| 225             | 55               | Der perfekte Schlumpf                         | The Smurf Who Could Do No Wrong                  | 28. November 1987           |
| 225             | 56               | Der falsche Vogel                             | Foul Feather Friend                              | 7. November 1987            |
| 226             | 57               | Gargamels Suche                               | Gargamel’s Quest                                 | 5. Dezember 1987            |
| 226             | 58               | Papa für einen Tag                            | Papa For A Day                                   | 31. Oktober 1987            |
| 227             | 59               | Das war ein Schlaubi-Werschlumpf              | It Was A Brainy Weresmurf                        | 24. Oktober 1987            |
| 227             | 60               | Forschis Handpuppe                            | Snappy’s Puppet                                  | 14. November 1987           |
| 228             | 61               | Das See-Abenteuer                             | Castaway Smurfs                                  | 10. Oktober 1987            |
| 228             | 62               | Sassettes neue Freundin                       | Sassette’s Bewitching Friendship                 | 10. Oktober 1987            |
| 229             | 63               | Schlumpfgold                                  | To Coin A Smurf                                  | 31. Oktober 1987            |
| 230             | 64               | Peewees unglaubliches Abenteuer               | Peewit’s Unscrupulous Adventure                  | 17. Oktober 1987            |
| 231             | 65               | Das Haustier                                  | Smurf Pet                                        | 28. November 1987           |

## Staffel 8
In Staffel 8 kommt Nanny Schlumpf hinzu.
| Nummer (gesamt) | Nummer (Staffel) | Deutscher Titel                                     | Originaltitel                 | Erstausstrahlung (Original) |
| 232             | 1                | Abenteuer auf Schloss Knastburg                     | Lost Smurf                    | 10. September 1988          |
| 233             | 2                | Roboter-Schlümpfe                                   | Clockwork’s Power Play        | 17. September 1988          |
| 233             | 3                | Der blaue Glücksvogel                               | Smoogle Sings The Blues       | 22. Oktober 1988            |
| 234             | 4                | Kunst im Alltag                                     | Shutterbug Smurfs             | 22. Oktober 1988            |
| 234             | 5                | Alle lieben Handy                                   | It’s A Smurfy Life            | 8. Oktober 1988             |
| 235             | 6                | König Schlaubi                                      | Long Live Brainy              | 8. Oktober 1988             |
| 235             | 7                | Welpis Abenteuer                                    | Pappy’s Puppy                 | 22. Oktober 1988            |
| 236             | 8                | Opa wird die Show gestohlen                         | Stealing Grandpa’s Thunder    | 29. Oktober 1988            |
| 236             | 9                | Das Spiegelkabinett                                 | A Maze Of Mirrors             | 15. Oktober 1988            |
| 237             | 10               | Das Land der verlorenen und wiedergefundenen Sachen | Land Of The Lost And Found    | 8. Oktober 1988             |
| 238             | 11               | Die sprechende Melone                               | The Memory Melon              | 15. Oktober 1988            |
| 239             | 12               | Opa Schlumpfs Alptraum                              | Grandpa’s Nemesis             | 1. Oktober 1988             |
| 240             | 13               | Die Reporter                                        | Smurf The Presses             | 29. Oktober 1988            |
| 240             | 14               | Babysitter                                          | Bungling Babysitters          | 17. September 1988          |
| 241             | 15               | Großmauls Zimmergenosse                             | Big Mouth’s Roommate          | 17. September 1988          |
| 241             | 16               | Nannys Hilfe                                        | Nanny’s Way                   | 15. Oktober 1988            |
| 242             | 17               | Denisas Puppe                                       | Denisa’s Greedy Doll          | 24. September 1988          |
| 242             | 18               | Don Schlumpfos ungebetene Gäste                     | Don Smurfo’s Uninvited Guests | 24. September 1988          |
| 243             | 19               | Die Wanderung zum Majestätsberg                     | Clumsy In Command             | 17. September 1988          |
| 243             | 20               | Denisas Party                                       | Denisa’s Slumber Party        | 24. September 1988          |
| 244             | 21               | Die Archive des Bösen                               | Archives Of Evil              | 10. September 1988          |
| 245             | 22               | Der Schlumpfsuchroboter                             | A Smurf For Denisa            | 22. Oktober 1988            |
| 246             | 23               | Ein Haus für Nanny                                  | A House For Nanny             | 1. Oktober 1988             |
| 247             | 24               | Opa Schlumpfs Spazierstock                          | Grandpa’s Walking Stick       | 1. Oktober 1988             |

## Staffel 9
| Nummer (gesamt) | Nummer (Staffel) | Deutscher Titel                               | Originaltitel                        | Erstausstrahlung (Original) |
| 248             | 1                | Die Schlümpfe auf Zeitreise                   | The Smurfs That Time Forgot – Part 1 | 9. September 1989           |
| 249             | 2                | Verirrt in der Vergangenheit                  | The Smurfs That Time Forgot – Part 2 | 9. September 1989           |
| 249             | 3                | Das Vogelbaby-Drama                           | Cave Smurfs                          | 9. September 1989           |
| 250             | 4                | Die Zauberklee-Schlümpfe                      | Shamrock Smurfs                      | 16. September 1989          |
| 250             | 5                | Schönheitsschlaf                              | Hogapatra’s Beauty Sleep             | 16. September 1989          |
| 251             | 6                | Die Mondaugen-Mumie                           | Mummy Dearest                        | 16. September 1989          |
| 252             | 7                | Schlumpfines grüner Daumen                    | Smurfette’s Green Thumb              | 7. Oktober 1989             |
| 252             | 8                | Trojanische Schlümpfe                         | Trojan Smurfs                        | 16. September 1989          |
| 253             | 9                | Die Schlumpf-Odyssee                          | The Smurf Odyssey                    | 30. September 1989          |
| 254             | 10               | Marmorstatue Muffi                            | The Monumental Grouch                | 28. Oktober 1989            |
| 254             | 11               | Torti, der Meisterpizzabäcker                 | Greedy’s Masterpizza                 | 28. Oktober 1989            |
| 255             | 12               | Hochzeit im Zwergenreich                      | Gnoman Holiday                       | 28. Oktober 1989            |
| 256             | 13               | Die Schrumpfkopf-Schlümpfe                    | Small Minded Smurfs                  | 18. November 1989           |
| 256             | 14               | Ali Baby und der Zuckersultan                 | Sky High Surprise                    | 21. Oktober 1989            |
| 257             | 15               | Wettbewerb der Zauberer                       | The Clumsy Genie                     | 21. Oktober 1989            |
| 258             | 16               | Herzensschlümpfe                              | Hearts ‘N’ Smurfs                    | 2. Dezember 1989            |
| 258             | 17               | Das Glückskeksspiel                           | Fortune Cookie                       | 7. Oktober 1989             |
| 259             | 18               | Der kleine Kaiser und das Pandabärchen        | Imperial Panda-monium                | 7. Oktober 1989             |
| 260             | 19               | Das Schlumpf-Ratespiel                        | Like It Or Smurf It                  | 23. September 1989          |
| 260             | 20               | Gefangen in der Südsee                        | Bananas Over Hefty                   | 18. November 1989           |
| 261             | 21               | Die Schlümpfe der Tafelrunde                  | The Smurfs Of The Round Table        | 18. November 1989           |
| 262             | 22               | Blauer Fischzauber                            | A Fish Called Snappy                 | 30. September 1989          |
| 262             | 23               | Rätsel um ein Seemonster                      | Hefty Sees A Serpent                 | 14. Oktober 1989            |
| 263             | 24               | Der Dudelsack-Geist                           | The Phantom Bagpiper                 | 14. Oktober 1989            |
| 264             | 25               | Die Rettung der Plüschbärchen                 | G’Day Smoogle                        | 4. November 1989            |
| 264             | 26               | Kampf mit der Ninja-Ratte                     | Karate Clumsy                        | 23. September 1989          |
| 265             | 27               | Der Biss des Schlummerkäfers                  | Papa’s Big Snoozet                   | 23. September 1989          |
| 266             | 28               | Im Land des Toreros                           | Papa Loses His Patience              | 11. November 1989           |
| 266             | 29               | Die Riesenschlümpfe                           | Big Shot Smurfs                      | 11. November 1989           |
| 267             | 30               | Die Piratenschlümpfe und das magische Amulett | Swashbuckling Smurfs                 | 11. November 1989           |
| 268             | 31               | Jungbrunnen? Nein, danke!                     | Grandpa’s Fountain Of Youth          | 4. November 1989            |
| 268             | 32               | Jitterbug im Urwald                           | Jungle Jitterbugs                    | 14. Oktober 1989            |
| 269             | 33               | Das Zauberhühnchen am Zarenhof                | Painter’s Egg – Celent Adventure     | 18. November 1989           |
| 270             | 34               | Das goldene Nashorn                           | The Golden Rhino                     | 2. Dezember 1989            |
| 271             | 35               | Die wunderbarste aller Geschichten            | Brainy’s Beastly Boo-Boo             | 2. Dezember 1989            |
| 271             | 36               | Die Monster Schlümpfe                         | Scary Smurfs                         | 21. Oktober 1989            |
| 272             | 37               | Das verlorene Spiegelbild                     | No Reflection On Vanity              | 11. November 1989           |
| 272             | 38               | Tarzan in der Kuckucksuhr                     | Wild Goes Cuckoo                     | 2. Dezember 1989            |
| 273             | 39               | Die Curry-Schlümpfe                           | Curried Smurfs                       | 4. November 1989            |